# Франц Йозеф фон Залм-Залм
Франц Йозеф Фридрих Филир фон Залм-Залм (на немски: Franz Josef Friedrich Philipp Prinz zu Salm-Salm; * 5 юли 1801, Хертен; † 31 декември 1842, Бон) е принц от Залм-Залм.

## Произход
Той е най-малкият син, седмото дете, на 3. княз Константин Александер Йозеф Йохан Непомук фон Залм-Залм (1762 – 1828) и втората му съпруга графиня Мария Валпургис фон Щернберг-Мандершайд (1770 – 1806), дъщеря на граф Йохан Франц Кристиан Филип фон Щернберг (1732 – 1811) и графиня Августа Доротея фон Мандершайд-Бланкенхайм (1744 – 1811). Внук е на вилд- и Рейнграф Фридрих Ернст Максимилиан фон Залм-Залм, херцог на Хогстратен (1732 – 1773) и ландграфиня Мария Луиза Елеонора фон Хесен-Рейнфелс-Ротенбург (1729 – 1800), внучка на ландграф Ернст II Леополд фон Хесен-Ротенбург (1684 – 1749), дъщеря на нследствен принц Йозеф фон Хесен-Рейнфелс-Ротенбург (1705 – 1744). Пранук е на 1. княз Николаус Леополд фон Залм-Залм (1701 – 1770), херцог на Хогстратен и вилд и Рейнграф. Племенник е на Лудвиг Карл Ото (1721 – 1778), 2. княз на Залм-Залм, и на Вилхелм Флорентин (1745 – 1810), архиепископ на Прага (1793 – 1810). Баща му се жени трети път 1810 г. в Хага за Катарина Бендер (1791 – 1831).
По-малък брат е на Георг Леополд Максимилиан Кристиан фон Залм-Залм (1793 – 1836). По-големият му полубрат Флорентин фон Залм-Залм (1786 – 1846) става 4. княз на Залм-Залм. По-малките му полубратя са Ото Лудвиг Освалд фон Залм-Хогстратен (1810 – 1869), Рудолф Херман Вилхелм Флорентин Август фон Залм-Хогстратен (1817 – 1869) и Албрехт Фридрих Лудвиг Йохан фон Залм-Хогстратен (1819 – 1904).

## Фамилия
Франц Йозеф фон Залм-Залм се жени на 24 март 1841 г. в Клайнхойбах за принцеса Йозефа Мария Жозефина София фон Льовенщайн-Вертхайм-Розенберг (* 9 август 1814, Нойщат ам Майн; † 1876), дъщеря на 4. княз Доминик Константин фон Льовенщайн-Вертхайм-Рошфор (1762 – 1814) и втората му съпруга графиня Мария Кресценция фон Кьонигсег-Ротенфелс (1786 – 1821). Те имат една дъщеря:
- Мария Елеонора Кресценца Катерина фон Залм-Залм (* 21 януари 1842, Франкфурт на Майн; † 18 юни 1891, Дюлмен), омъжена I. на 4 април 1866 г. във Висбаден за Дон Мариано Франциско де Боржя, 12. дук на Осуна, 15. дук на Инфантадо (* 19 юли 1814, Мадрид; † 2 юни 1882, Белгия), II. на 22 септември 1884 г. за Рудолф Максимилиан Константин, 11. дук на Крой (* 13 март 1823, Дюлмен; † 8 февруари 1902, Кан)

Вдовицата му София фон Льовенщайн-Вертхайм-Розенберг се омъжва втори път в Бендорф на 3 декември 1845 г. за принц Карл фон Золмс-Браунфелс (1812 – 1875).